# Laviolle
Laviolle település Franciaországban, Ardèche megyében. Lakosainak száma 99 fő (2022. január 1.). Laviolle Labastide-sur-Bésorgues, Lachamp-Raphaël, Mézilhac és Vallées-d’Antraigues-Asperjoc községekkel határos.

## Népesség
A település népességének változása:
| Lakosok száma | 176  | 148  | 119  | 128  | 118  | 112  | 109  | 105  | 103  | 99   |
|               | 1968 | 1982 | 1990 | 2006 | 2013 | 2015 | 2017 | 2019 | 2020 | 2022 |